# Макова Рустикальна
Макова Рустикальна (пол. Makowa Rustykalna) — частина села Макова в Підкарпатському воєводстві Перемишльського повіту ґміни Фредрополь, Польща.

## Історія
До Другої світової війни було окремою громадою у ґміні Риботиче.
У 1975—1998 роках ця місцевість адміністративно належало до Перемишльського воєводства.